# Le Focette
Le Focette è una località versiliese nell'ambito del territorio di Marina di Pietrasanta, frazione del comune di  Pietrasanta, in provincia di Lucca. 
L'origine del nome deriva dalla presenza, in antico, di due piccole foci  del fiume Motrone (oggi ridotte ad un'unica foce dopo lavori di bonifica).

Le Focette, pur essendo una piccola località, possiede una piccola chiesa.  
A circa metà strada tra Forte dei Marmi e Viareggio, Le Focette è una zona di villeggiatura, prevalentemente estiva. Nella frazione si trova La Bussola, noto locale notturno della costa versiliese, fondato da Sergio Bernardini negli anni cinquanta del XX secolo.